# Вологжанников, Альберт Андреевич
Вологжанников Альберт Андреевич (1937—1973) — советский хоккеист с мячом, чемпион мира.

## Карьера
А. А. Вологжанников начал играть в хоккей с мячом в архангельском «Воднике». В 1955 году получил приглашение в Петрозаводск. С 1957 года играл в составе СКА Свердловск, где трижды стал чемпионом страны. В 1960 году получил приглашение в московское «Динамо», в составе которого четырежды стал чемпионом СССР.
Привлекался в сборную СССР, в составе которой стал чемпионом мира 1965 года.

## Достижения
- Чемпион СССР — 1958, 1959, 1960, 1961, 1963, 1964, 1965
- Второй призёр чемпионата СССР — 1957, 1966
- Третий призёр чемпионата СССР — 1962
- Включался в список 22 лучших игроков сезона — 1958, 1961, 1962, 1963, 1964